# Адырбеков, Икрам Адырбекович
Икрам Адырбекович Адырбеков (8 июля 1950, с. Чиназ, Ташкентская область, Узбекская ССР) — казахстанский государственный деятель, дипломат, Чрезвычайный и полномочный посол Казахстана, аким Кызылординской области (2004—2007), доктор экономических наук.

## Биография
Родился 8 июля 1950 года в селе Чиназ Ташкентской области Узбекской ССР. Происходит из рода конырат.
В 1972 году окончил Алма-Атинский зооветеринарный институт по специальности «ученый зоотехник».
После окончания института работал стажером-исследователем, аспирантом, младшим научным сотрудником Института экспериментальной биологии АН Казахстана.
С 1979 года — старший научный сотрудник, заведующий лабораторией КазНИИ каракулеводства.
С 1983 года — секретарь парткома совхоза «Буржарский» (1983-85 гг.).
С 1985 года — начальник отдела HПО «Каракуль», заместитель председателя объединения «Казкаракуль», «Казовцеводство», вице-президент концерна «Казахрунокаракуль».
С марта 1992 года — президент внешнеэкономического АО «Казагровнешторг», а также с ноября 1993 года — президент Государственной внешнеторговой акционерной компании «Агросауда».
В 1994 году окончил Институт менеджмента и маркетинга.
С марта 1996 года по 1997 год — заместитель министра иностранных дел РК — начальник главного финансово-административного управления.
С декабря 1997 по июнь 2002 года — посол в Литве, а также в Эстонии и Латвии по совместительству.
В 1999 году окончил Российскую академию государственной службы при Президенте Российской Федерации.
С 1 июля 2002 года — посол Казахстана в Малайзии и (c 25 марта 2004 года) — по совместительству в Филиппинах.
5 апреля 2004 года, во время своего визита в Кызылорду, Глава государства представил активу города и области нового акима, Икрама Адырбекова.
С февраля 2007 года по ноябрь 2011 года — Чрезвычайный и Полномочный Посол Республики Казахстан в Китайской Народной Республике, в Социалистической Республике Вьетнам и Корейской Народно-Демократической Республике по совместительству.
С 2011 по 13 июля 2017 года — депутат Сената Парламента Республики Казахстан.
Прочие должности:
С сентября 2019 года — Член Совета сенаторов при Сенате Парламента Республики Казахстана;
Член Общественного совета по вопросам деятельности Министерства иностранных дел Республики Казахстан;
Член Совета старейшин Организации тюркских государств.

## Награды
- Орден «Барыс» 3 степени (2016)[4]
- Орден Парасат (2011)[5]
- Орден «Құрмет» (2006)
- Медаль «Ерен еңбегі үшін» (10 декабря 2001)[6]
- Командор ордена Великого князя Литовского Гедиминаса (Литва, 2002)
- Почётный гражданин Кызылординской области (14 июля 2010)
- Медаль «За укрепление парламентского сотрудничества» (27 марта 2017, Межпарламентская ассамблея СНГ) — за особый вклад в развитие парламентаризма, укрепление демократии, обеспечение прав и свобод граждан в государствах — участниках Содружества Независимых Государств[7].